# Naftali Bon
Naftali Bon, född 9 oktober 1945 i Kapsabet i Rift Valley, död 2 november 2018 i Kapsabet, var en kenyansk friidrottare.
Bon blev olympisk silvermedaljör på 4 x 400 meter vid sommarspelen 1968 i Mexico City.